# Deutscher Frauenkongreß 1912

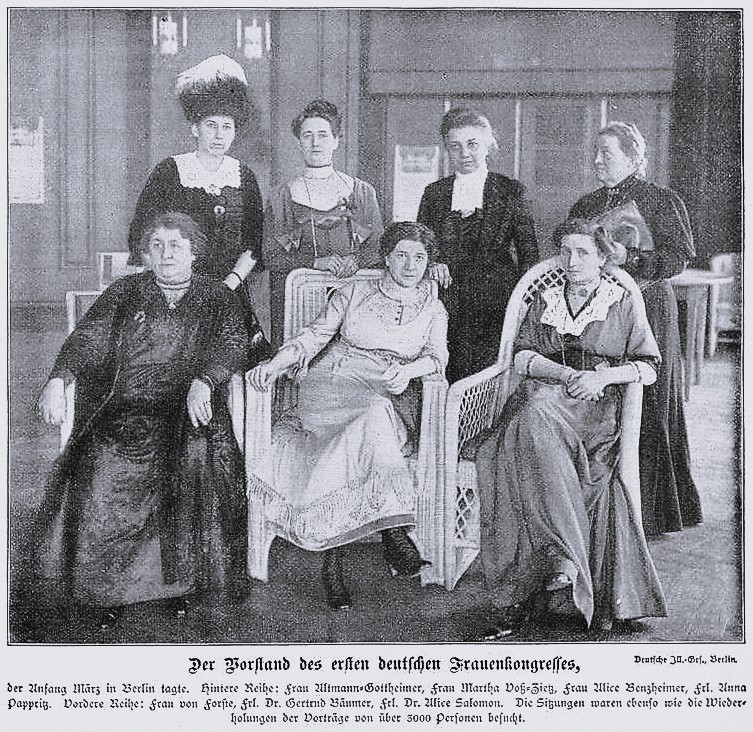
Vorstand des Deutschen Frauenkongresses 1912: Hintere Reihe von links: Elisabeth Altmann-Gottheiner, Martha Voss-Zietz, Alice Bensheimer, Anna Pappritz. Vordere Reihe von links: Helene von Forster, Gertrud Bäumer, Alice Salomon

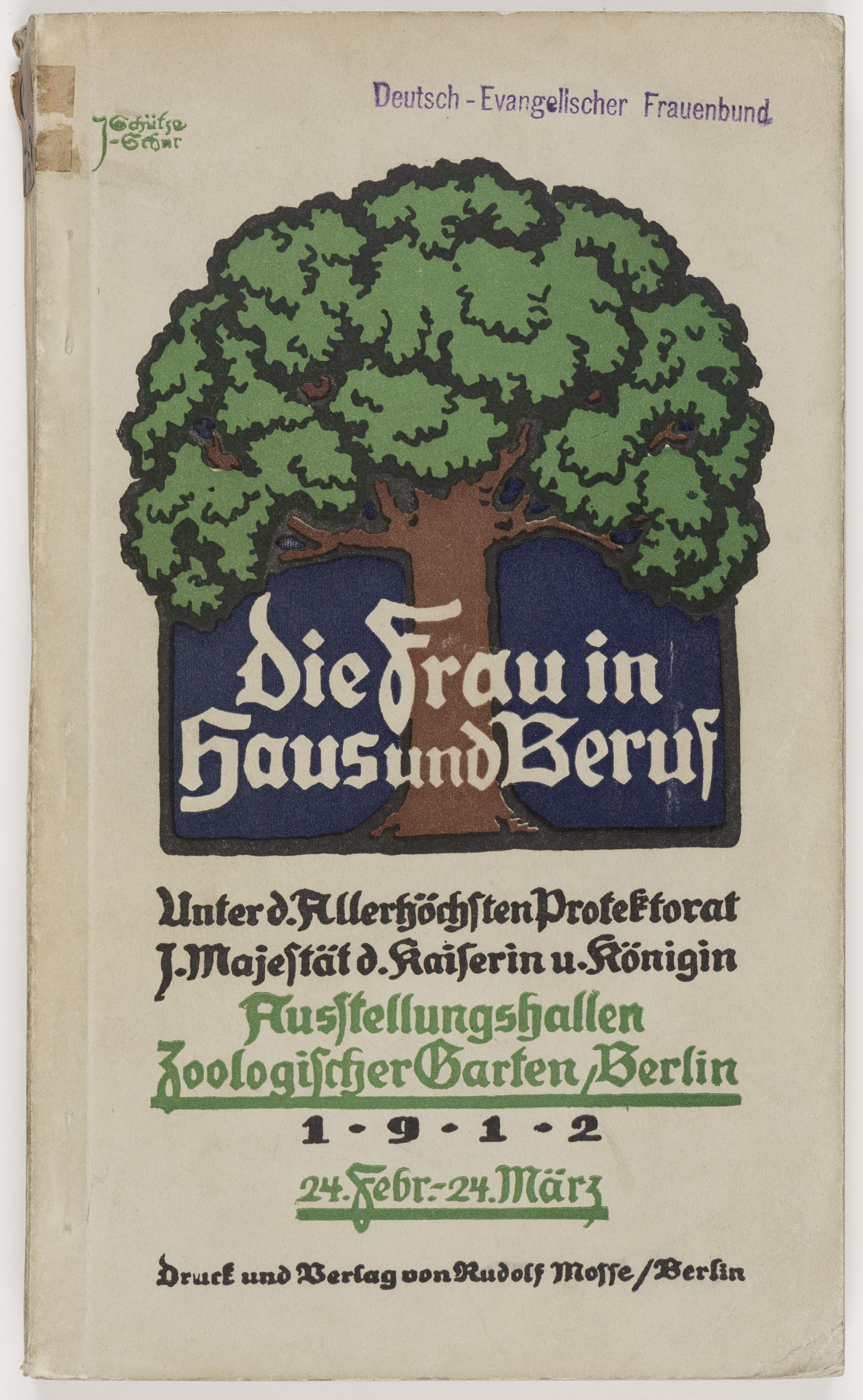
Ausstellungskatalog Die Frau in Haus und Garten (der Baum war auch Symbol des Kongresses). Unter dem Protektorat der Kaiserin Auguste Viktoria

Der Deutsche Frauenkongreß 1912 fand vom 27. Februar bis 2. März 1912 in Charlottenburg bei Berlin statt. An ihm nahmen über 3000 Frauen teil. Er blieb der einzige größere deutsche Frauenkongress in dieser Zeit.

## Ablauf
Der Deutsche Frauenkongreß wurde vom Bund deutscher Frauenvereine (BDF) organisiert, die offizielle Leitung hatte dessen Vorsitzende Gertrud Bäumer. Die Veranstaltungen fanden in den Ausstellungshallen am Zoologischen Garten in Charlottenburg statt.
Die Eröffnungsveranstaltung fand am Abend des 26. Februar statt. Die Eröffnungsrede hielt Gertrud Bäumer, weitere Redner waren Staatsminister Clemens von Delbrück, der im Auftrag von Reichskanzler Theobald von Bethmann Hollweg sprach, der Berliner Bürgermeister Georg Reicke und der Rektor der Universität Max Lenz, dessen Worte von vielen Zuhörerinnen als besonders warm empfunden wurden. Weitere Anwesende waren die Frau des Reichskanzlers Martha  von Bethmann Hollweg, einige Professoren wie Adolf von Harnack, weitere bekannte Persönlichkeiten des öffentlichen Lebens sowie fast alle wichtigen führenden Vertreterinnen von Frauenrechtsorganisationen im Deutschen Kaiserreich. Danach gab es ein Festbankett.
In den nächsten Tagen gab es zahlreiche Referate und Diskussionen zu den Rechten von Frauen in Familie und Beruf, deren gesellschaftliche Stellung, die Verbesserung der Lebensbedingungen, dem sozialen Engagement und zu weiteren Themen. Einige radikale Frauenrechtlerinnen wie Anita Augspurg und Clara Zetkin durften nicht reden, um die konservativeren Frauen aus den gehobeneren gesellschaftlichen Schichten nicht zu verschrecken.
An den einzelnen Veranstaltungen nahmen jeweils mehrere tausend Frauen teil. Ein Inhalt vieler Referate war das Bemühen um eine menschlichere Gesellschaft und für einen gleichberechtigten und friedlichen Umgang der beiden Geschlechter miteinander.
Über den Frauenkongreß wurde in vielen deutschen und ausländischen Zeitungen und Zeitschriften teilweise ausführlich berichtet.

## Ausstellung
Vom 24. Februar bis 24. März fand außerdem die Ausstellung Die Frau in Haus und Beruf in den Ausstellungshallen am Zoologischen Garten statt. Diese zeigte viele Ausstellungsstücke in den Bereichen „Die Frau im Haus“, „Die Frau im Beruf“, „Die Frau im Vereinsleben“ und „Die Frau in persönlichen und öffentlichen Interessen“. Dargestellt werden sollte vor allem die Qualitäten von Frauen in den verschiedensten gesellschaftlichen Bereichen. Ausgestellt waren unter anderem Werke der bildenden Kunst, Erfindungen von praktischen Kücheneinrichtungen, wissenschaftliche Fotografie in Mikroskopie und Anatomie, Schweine und Hühner in geruchslosen Ställen, viele Statistiken über die Situation von Frauen in verschiedenen Berufen, besonders im Vergleich zu männlichen Kollegen bezüglich Bezahlung und prozentualem Anteil in höher- und niedriggestellten Positionen und vieles mehr.
An der Erstellung der Ausstellung wirkten etwa zehntausend Frauen mit. Organisator war der Deutsche Lyceum-Club unter der Leitung von Hedwig Heyl. Unterstützer waren über 35 Frauen aus dem deutschen Hochadel, einige deutsche Staatsminister, Reichskanzler Theobald von Bethmann Hollweg, viele deutsche Bürgermeister und weitere Persönlichkeiten des öffentlichen Lebens.

## Teilnehmerinnen (Auswahl)
An den Vorträgen nahmen teilweise über 3000 Frauen teil. Referate hielten Elisabeth Altmann-Gottheiner, Ellen Ammann, Jenny Apolant, Gertrud Bäumer, Marie Baum, Liane Becker, Margarete Bernhard, Elisabeth Böhm-Lamgarben, Marie von Bülow, Minna Cauer, Hedwig Dransfeld, Li Fischer-Eckert, Helene von Forster, Elisabeth Gnauck-Kühne, Selma von der Groeben, Gertrud Hertzberg, Elly Heuss-Knapp, Hedwig Heyl, Gertrud Israel, Agnes Karll, Rosa Kempf, Elsbeth Krukenberg, Helene Lange, Else Lüders, Paula Mueller-Otfried, Bertha Pappenheim, Anna Pappritz, Elly zu Putlitz, Alice Salomon, Katharina Scheven, Elisabeth Schneider, Marie Stritt, Margarete Treuge, Martha Voß-Zietz, Marianne Weber, Christiane Wedel, Marie Wegner, Ada Weinel, Fia Wille und Luise Zenker.